# Bickford Shmeckler's Cool Ideas
Pour les articles homonymes, voir Bickford.
Pour plus de détails, voir Fiche technique et Distribution.
Bickford Shmeckler's Cool Ideas est un film américain, sorti en 2006.

## Fiche technique
- Titre : Bickford Shmeckler's Cool Ideas
- Réalisation : Scott Lew
- Scénario : Scott Lew
- Pays d'origine : États-Unis
- Genre : comédie
- Date de sortie : 2006

## Distribution
- Patrick Fugit : Bickford Shmeckler
- Olivia Wilde : Sarah Witt
- Deon Richmond : Red
- Fran Kranz : Ralph
- John Cho : Bob
- Chris Weitz : Sheldon Schmeckler (voix)
- J. D. Walsh : Fred
- Reid Scott : Trent
- Genevieve Padalecki : Toga Hussy
- Robert Ben Garant : Campus Cop
- Thomas Lennon : Campus Cop
- Matthew Lillard : Spaceman
- Wes Ramsey : Rob the make-out guy
- Simon Helberg : Al
- Mageina Tovah : Sam
- Cheryl Hines : Professeur Adams
- Tiffany Dupont : Sœur Alpha Zeta
- Clark Gregg : éditeur